# Fridhem, Malmö

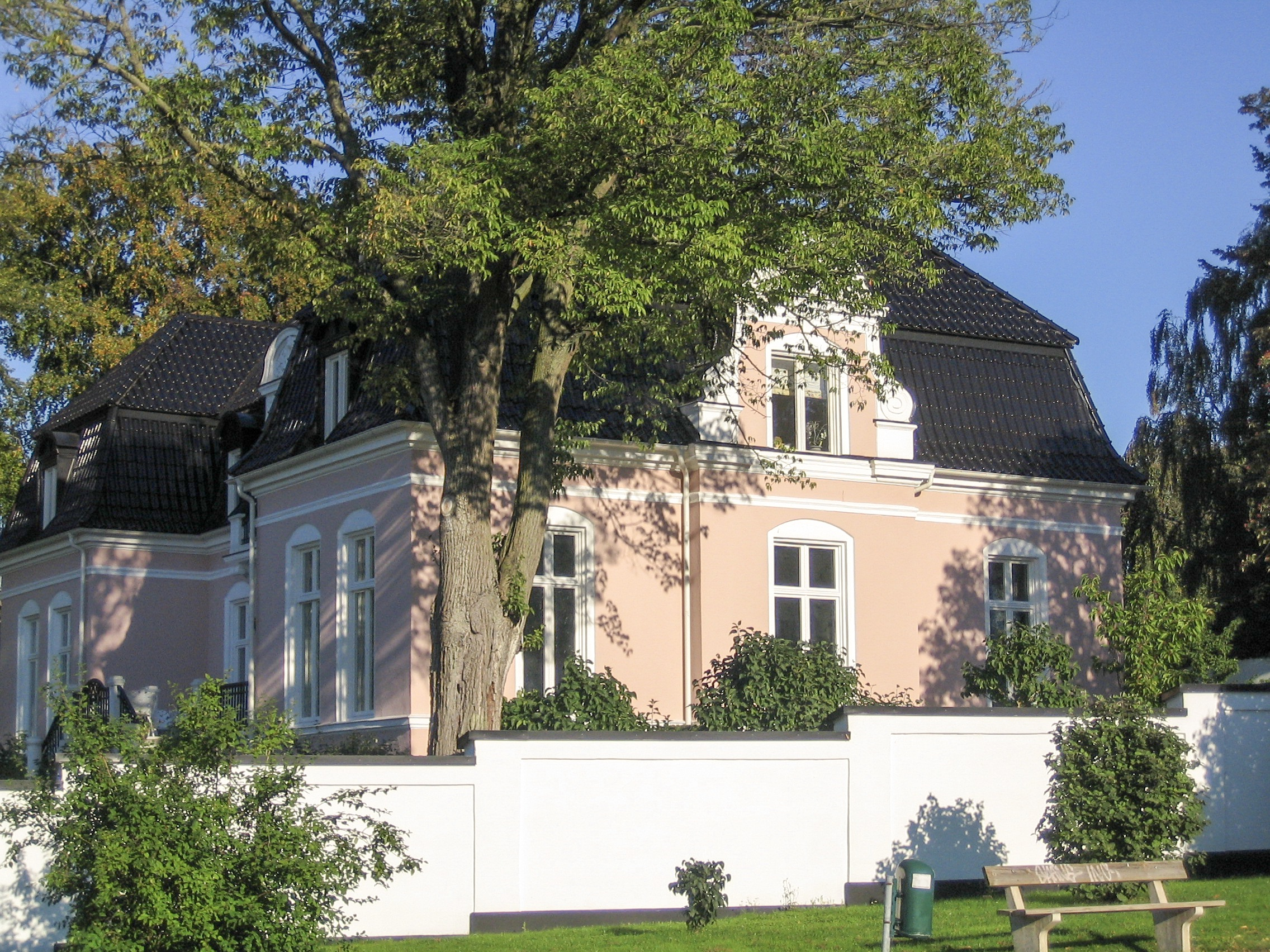
Villa på Fridhem, uppförd 1911 av änkefrun Bertha Gadde efter August Stoltz ritningar. Nuvarande ägare är Carl Söderberg.

Fridhem är ett delområde inom stadsdelen Västra Innerstaden i Malmö. Området är ett av de mest attraktiva i Malmö.

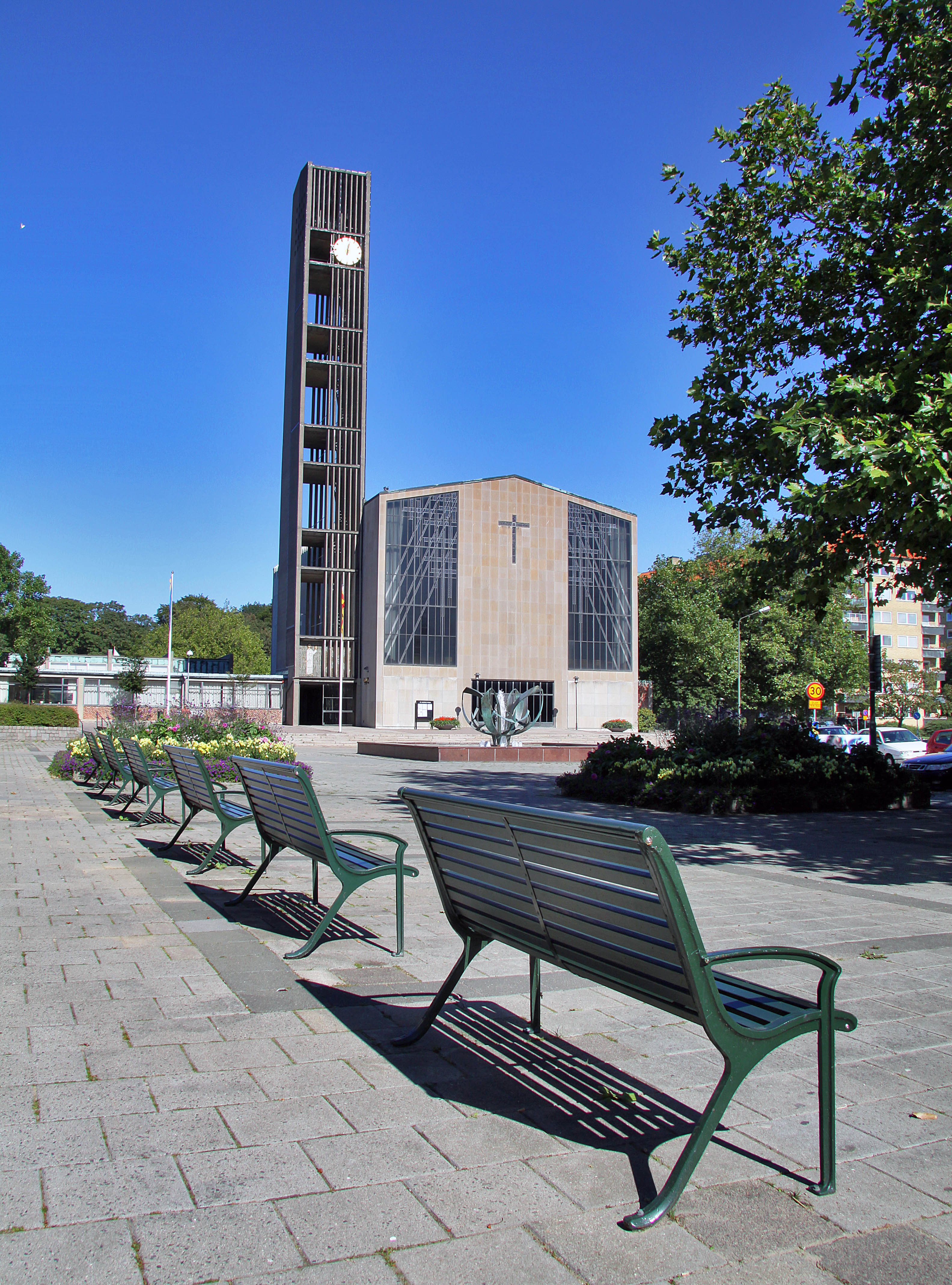
S:t Andreas kyrka vid Fridhemstorget

 Fridhem ligger innanför Ribersborgsstranden, mellan Köpenhamnsvägen och Ribersborgsvägen, och var tidigare en egen stadsdel. 
De äldsta villorna på Fridhem uppfördes i slutet av 1890-talet av malmöbor i den övre medelklassen. De låg öster om den då nyanlagda Fridhemsvägen. Cirka 40 villor uppfördes under den första etappen omkring sekelskiftet 1900 (av dessa har omkring 10 senare rivits). 
Stadsdelen fick allmänna kommunikationer genom den 1898 tillkomna hästomnibuslinjen, vilken år 1907 ersattes med elektriska spårvagnar på Malmö stads spårvägars linje 4.
En andra utbyggnadsetapp pågick under 1910-talet. Då lät gräddan av Malmös grosshandlare och industrientreprenörer uppföra mycket påkostade och stora villor. Kända arkitekter anlitades, som exempelvis Ragnar Östberg och Carl Bergsten. Husen utformades i olika varianter av jugendstil och nationalromantik.
Under efterkrigstiden revs en del av de äldsta villorna. En del tomter styckades upp och nya villor uppfördes.
I området finns Beritta Gurris förskola och Tyska evangeliska kyrkan. Kyrkan uppfördes omkring 1930 efter ritningar av arkitekten Olander Gröffell.
Söder om sekelskiftesvillorna, på bägge sidor om Köpenhamnsvägen, ligger Friluftsstaden, vilken uppfördes av byggmästare Eric Sigfrid Persson åren 1944–1948. Det var då ett unikt radhusområde med gemensamma grönområden och privata små trädgårdar.
Vid Erikslust ligger det så kallade Kopparhuset, även detta uppfört av Persson (1962). Huset har butikslokaler på bottenvåningen medan ovanvåningen tidigare inrymt bland annat Kulturbolaget (KB), innan detta 1993 flyttade till Möllevången. Numera finns här ett kontor för Försäkringskassan.
Närmare stranden ligger Potatisåkern, ett område som ursprungligen sparades för ytterligare ett, aldrig förverkligat, bostadsprojekt av Eric Sigfrid Persson. Området bebyggdes av MKB och HSB med påkostade flerbostadshus först på 1990-talet. De uppfördes efter en stadsplan av den amerikanske arkitekten Charles Moore som fick uppdraget efter att Malmös byggpolitiker sett och inspirerats av ett bostadsområde i Tegel i Berlin som denne utformat. Husen i Malmö ritades av Moore Ruble Yudell i samarbete med bland annat FFNS. Området är ett av de främsta exemplen på postmodernistisk arkitektur i Sverige. Ett av husen (till vänster i bilden) på Potatisåkern förstördes delvis i en kraftig eldsvåda i november 2007 (en av de värsta bränderna i Malmös moderna historia). Huset återuppbyggdes och ett år efter branden började de boende flytta tillbaka.

## Handel runt Erikslustsrondellen
Runt Erikslustsrondellen ligger flera butiker. Enligt SCB:s avgränsning av handelsområden för år 2020 fanns där ett sådant område med handelsområdeskoden 1280H016.
Kopparhuset ligger norr om rondellen vid Erikslustsvägen. Den byggdes som en avlång länga eftersom den ursprungligen var avsedd att inhysa flera butiker. Den 22 november 1962 invigdes stormarknaden Defa i huset. Till skillnad från andra varuhus i Defa-kedjan sålde butiken i Kopparhuset även livsmedel. Defa stängde i maj 1966 och utrymmet övertogs av Gunnars Fabriker och Ica-affären Malmborgs. Malmborgs affär invigdes en 15 september 1966 som kedjans första större livsmedelshall. Malmborgs kom att uppta hela bottenvåningen och fanns år 2023 kvar i huset.
Våren 1963 etablerade sig Verdexa i en ny byggnad vid Erikslustrondellens södra sida. Verdexa lade senare ner och lokalen övertogs av Solidar som i oktober 1983 öppnade en K-marknad i lokalen. Den 31 mars 2013 stängde Konsum. År 2014 öppnade Lidl i Verdexahuset.